# Pierre Gilliard
Pierre Gilliard (Fiez, Suiza, 16 de mayo de 1879 - Lausana, Suiza, 30 de mayo de 1962) fue un académico suizo que trabajó como profesor de francés de los cinco hijos del zar Nicolás II de Rusia desde 1905 hasta 1918. Después de que la familia imperial fuera asesinada por los bolcheviques en julio de 1918, permaneció en Siberia ayudando al investigador del Movimiento Blanco Nikolái Sokolov. En 1921 escribió un libro titulado Thirteen Years at the Russian Court, en el que relata el tiempo que pasó con la familia.
A petición de la gran duquesa Olga Aleksándrovna de Rusia, investigó el caso de Anna Anderson, que afirmaba ser la gran duquesa Anastasia. Después de entrevistarse con ella en varias ocasiones, llegó a la conclusión de que se trataba de una impostora, y posteriormente se convertiría en uno de sus más enérgicos detractores.

## Estancia en Rusia
En un principio llegó a Rusia en 1904, como profesor de francés de la familia del duque Jorge de Leuchtenberg, primo de la familia Románov. Fue recomendado para dar clases a los hijos del zar y comenzó a enseñar a las niñas mayores, la gran duquesa Olga y la gran duquesa Tatiana en 1905. Le tomó cariño a la familia y los siguió al exilio interno en Tobolsk, Siberia, tras la Revolución Rusa de 1917. Los bolcheviques le impidieron unirse a sus alumnos cuando se los trasladó a la casa Ipátiev, en Ekaterinburgo, en mayo de 1918. En sus memorias describió la última vez que vio a los jóvenes:

"El marinero Nagorny, que atendía a Alexei Nikoláyevich, pasó por mi ventana con el niño enfermo en sus brazos, detrás de él venían las grandes duquesas cargadas de maletas y pequeños objetos personales. Traté de salir, pero fui empujado de nuevo dentro del carruaje por el centinela. Volví a la ventana. Tatiana Nikoláyevna venía la última llevando a su perrito y luchando por arrastrar una pesada maleta marrón. Estaba lloviendo y vi sus pies hundirse en el barro a cada paso. Nagorny intentó venir en su ayuda; y fue empujado hacia atrás por uno de los comisarios [...]"
Pierre Gilliard.

Gilliard permaneció en Siberia después de los asesinatos de la familia, ayudando al investigador del Movimiento Blanco Nicholái Sokolov. Se casó con Alexandra "Shura" Tegleva, que había sido niñera de la gran duquesa Anastasia Nikoláyevna, en 1919. En Siberia, fue clave para desenmascarar a un impostor que decía ser el zarévich Alexis. En 1920 regresó a Suiza, desde el Extremo Oriente ruso. Se convirtió en profesor de francés en la Universidad de Lausana y fue galardonado con la Legión de Honor Francesa.
En 1921 escribió un libro titulado Thirteen Years at the Russian Court, en el que relató el tiempo que pasó con la familia, también describe el tormento sufrido por la zarina Alejandra en relación con la hemofilia de su hijo y su fe en la capacidad del stárets Grigori Rasputín para curar al niño. En 1921 publicó también un libro titulado Le Tragique Destin de Nicolás II et de sa famille, que describe los últimos días del zar y su familia, y la posterior investigación de sus muertes.

## Anna Anderson

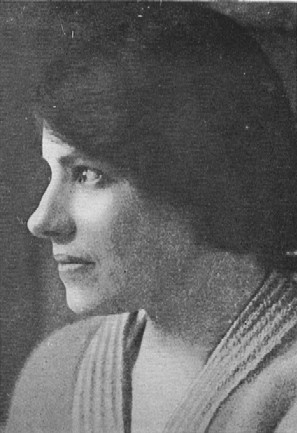
Anna Anderson, foto publicada en el libro La Fausse Anastasie de Pierre Gilliard, en 1929.

En 1925, la hermana del zar, la gran duquesa Olga Aleksándrovna de Rusia, le pidió a Gilliard y a su esposa investigar el caso de Anna Anderson, que afirmaba ser la gran duquesa Anastasia. El 27 de julio de 1925 visitó a Anderson en el St. Mary Hospital de Berlín, donde estaba siendo tratada por una infección tuberculosa en su brazo, estaba gravemente enferma y semiconsciente. Madame Gilliard pidió examinarle los pies, y señaló que tenían una configuración similar a los de Anastasia: ambos tenían juanetes. Gilliard insistió en que la mudaran a un hospital mejor para garantizar su supervivencia mientras que su identidad era investigada. Después de una operación en el brazo se recuperó en el Mommsen Nursing Home en Berlín. Allí, en octubre de 1925, los Gilliard la visitaron de nuevo. Anderson no reconoció a Pierre y luego alegó que era porque se había afeitado la barba. Cuando él le pidió "cuentáme todo acerca de tu pasado", ella se negó. De acuerdo con Gilliard, ella confundió a Shura con la gran duquesa Olga en la segunda ocasión que la visitaron. En una reunión posterior, imitó las acciones de Anastasia cuando pidió a Shura humedecer su frente con agua de colonia, dejándola sacudir la botella.
Los partidarios de Anderson afirmaron que los Gilliard reconocieron a Anderson como Anastasia, mientras que ellos lo negaron, y dijeron a sus seguidores que habían confundido sus muestras de compasión, con reconocimiento. Harriet von Rathlef, amiga y apoyo durante toda la vida de Anderson, escribió que vio a Gilliard en el pasillo, agitado y murmurando en francés: "¡Dios mío! ¡Qué horror! ¿Qué ha sido de la gran duquesa Anastasia? ¡Es una ruina! ¡Una ruina completa! ¡Quiero hacer todo lo posible para ayudar a la gran duquesa!". Shura lloró cuando dejó a Anna, preguntándose por qué amaba a esa mujer tanto como amaba a la gran duquesa. A la salida del hospital, Gilliard le dijo a Herluf Zahle, embajador danés en Berlín: "Nos vamos sin poder decir que ella no es la gran duquesa Anastasia", y más tarde escribió a von Rathlef preguntándole por la salud de Anderson, aunque se refirió a ella como "la enferma", en lugar de "Anastasia". No obstante, a principios de 1926, estaba claramente convencido de que Anderson era una impostora.
Aunque los partidarios de Anderson insistían en que los Gilliard habían reconocido a Anna como Anastasia y que posteriormente se retractaron, posiblemente la pareja solamente vaciló al principio, porque su estado demacrado la hacía parecer tan diferente de la adolescente y regordeta Anastasia que habían visto por última vez. Si bien esto fue suficiente para aplazar sus dudas iniciales, finalmente se decidieron —una vez que estuvo mejor y que pudieron interrogarla detenidamente— a declarar que era una impostora. Los partidarios de Anderson acusaron a Gilliard de darle la espalda, por estar pagado por el hermano de la zarina, Ernesto Luis, gran duque de Hesse.
Al igual que Ernesto Luis, Gilliard se convirtió en un enérgico oponente de Anderson y su círculo. Escribió varios artículos al respecto y un libro titulado La fausse Anastasie: histoire d'une prétendue grande-duchesse de Russie, y afirmó que era una “vulgar aventurera” y "una actriz de primer nivel". Dijo que se había dado cuenta de que no era Anastasia porque no había parecido físico; porque su conocimiento de la vida imperial rusa fue obtenido de revistas, libros y sus amigos; y porque no podía hablar ruso, inglés o francés. Testificó en su contra en Hamburgo en 1958. Los procesos, diseñados para determinar si era realmente la gran duquesa, finalmente quedaron inconclusos en 1970, después de la muerte de Gilliard. Poco después de su testimonio, Gilliard resultó gravemente herido en un accidente de tráfico en Lausana, nunca se recuperó y murió cuatro años después. Décadas más tarde, en 1995, pruebas de ADN demostraron que Anderson no era Anastasia.

## Obra
- Thirteen Years at the Russian Court
- Le Tragique Destin de Nicolás II et de sa famille
- La fausse Anastasie: histoire d'une prétendue grande-duchesse de Russie